# 咏春拳
詠春拳是近代新興及流行的中國武術，葉問於1949年代從中國大陸移居香港，是首位以詠春為門派授課的師傅，並且於1968年成立詠春聯誼會（後改稱詠春體育會)。1970年代起，葉問親授徒孫梁挺師傅率先將詠春拳傳授至德國，並且以香港為基地發揚至全世界。
詠春拳以實戰理論為主，以身體結構、關節活動及流體力學開始研究改進，脫離了傳統的五行八卦及象形神意等玄學、非科學性質或近似哲學的解釋。前輩進而設計了一套由淺入深的訓練系統，由第一套拳小念頭的單純靜態氣功及一攤三伏的手部拉筋動作開始，直至意念反應全身總體運動為止。詠春拳除可用於實戰上攻防，及至其訓練黐手階段，由於是練習自然反應，不會硬套重複招式，因此更會培養練習者的興趣。故此，詠春拳可以在擂台比賽應用，訓練亦可以作長期健身運動。香港警察學院及廉政公署訓練營等紀律部隊的常規武術訓練以自衛術為主，亦包含詠春拳元素。此外，部份航空公司在訓練空中服務員保安內容時，亦加入詠春拳技巧。

## 傳說
中國武術的早期發展多半缺乏文字記載，僅能靠師徒口耳相傳。其間或因個人學識不足而多所短缺；又因為清末迄今的政權變更，引致有關人物需要使用化名；加上期間的反清天地會宣傳少林故事等章回小說所影響而增添幾分神秘色彩。經過若干年後，今日的傳說與當年的事實必然有其差距。
依據最早使用詠春拳名稱的一代名師葉問所述：清康熙年間，廣東人嚴二因事被誣告，攜女嚴詠春遠徙四川大涼山腳。詠春年滿15時，有當地土豪垂涎其姿色，前來逼婚。大涼山白鶴觀有河南嵩山少林寺武僧出身的比丘尼五枚師太攜詠春返山，授以武藝。詠春技成後返家擊敗土霸。詠春婚後將武藝傳予夫婿梁博儔，其後梁博儔再傳予梁桂蘭，梁桂蘭再傳予黃華寶。黃華寶為棲身「紅船」之粵劇演員，與曾獲另一少林寺武僧至善禪師教授六點半棍的同袍梁二娣為伍。两人互相切磋武藝，彼此盡得所學，技法亦互相融合。其後梁二娣將技法傳予佛山名醫梁贊。
葉問長子葉準根據佛山永春拳的彭南陳述及研究，提出與父親不同的版本：清雍正年間，湖北藝人張五擅長攤手（粵劇做手），人稱「攤手五」。因故從北京流亡至佛山，組織紅花會館，教授戲曲及武藝。其拳術已經初具詠春拳的章法，經過近百年的流傳和發展，歷經嚴詠春、梁博儔、黃華寶、梁二娣等人的努力，詠春成為一套完整而成熟的拳術，至梁贊始發揚光大。

## 歷史
1948年由筆名“我是山人”的陳勁先生，根據梁贊比武事績改編寫成及在佛山出版了「佛山贊先生」。陳勁於49年後來到香港，50－60年代於晶報撰寫武術小說，包括重新編撰「佛山贊先生」。

### 梁贊
梁贊（1826至1901年），原名梁德榮，廣東鶴山古勞人，享壽75歲，
葉問於1950年代來到香港後，香港報紙亦連載有《佛山贊先生》的武俠小說，「贊先生」被尊稱為「詠春拳王」。傳人有人稱「找錢華」之陳華順。
梁德榮，廣東鶴山古勞人，在古勞出生。他承繼了父親位於佛山筷子街經營中醫及跌打醫館後訂名為榮生堂。「杏济堂」及「贊生堂」等名稱，為陳勁所創作。
梁贊18歲時先師從紅船子弟梁二娣學習欽州蛇形洪拳。後梁二娣將梁贊引薦到亦師亦友之黃華寶〈四川梅花拳詠春〉門下。黃華寶亦是鶴山人，與贊是同鄉。黃華寶將詠春拳秘密傳授與梁贊。並告誡不可以將此拳公開發揚；否則違背祖師等語。
梁德榮(贊先生)約於1870年至1890年，在榮生堂內收徒授拳，將其畢生所學重新整理，從此奠下詠春拳的良好基石。
梁贊年花甲後，由於長子梁春早逝，次子梁璧成為了其醫術及武學的繼承人。那時梁璧已經離開佛山去了香港在布匹行工作，不能接替父親的生意，唯有將榮生堂交托與陳華順，贊退休後返回古勞。順為杏壇人，故小說佛山贊作者又稱此時的醫館為杏濟堂。
梁璧（1845－1911年），自小追隨父親習拳（比陳華顺早20多年），後到香港與朋友經營綢緞店，1909至1911年傳技于葉問。他應該是對詠春之歷史，其父之拳法刀法最為理解的傳人。日後對葉問影響最大。

### 陳華顺
陳華顺（1849年-1913年），享壽64歲。順德馬寧杏壇人，順德出生，後居佛山，以「兌換銀錢」（找錢）為業，綽號找錢華。身材高大，臂力驚人。他知道梁贊（佛山赞先生）的比武事跡，時常從門縫裡自觀自學，終於在39歲時追隨已62歲的梁贊學習詠春拳。梁贊去世，陳華顺於1904年於蓮花地大街缸瓦店內，教授詠春拳術。約於61歲（1907年左右）收葉問為徒。
陳華顺於1904至1910年間授拳，傳人共有16人。大師兄吳小魯、二師兄吳仲素、何漢侶、雷汝濟、陳汝錦和封門弟子葉問等。
陳華顺在1910年後，因為中風的關係，隱居順德馬寧杏壇；佛山的跌打醫館，便交由陳汝棉負責。

### 陳華順傳人

#### 陳汝棉
陳汝棉（1884年—1942年）為陳華順的獨生子。其父在他8-9歲時，便教他詠春拳。由於陳汝棉在13-4歲時，脾氣不好，稍不如意，便和別人打架，所以有貔貅棉之稱號，貔貅即是頑皮的意思。陳汝棉與鄰村昌教鄉的一個年老花洪拳教頭黎三興女兒黎好（妙顯）結婚。陳華顺晚年中風，返回順德故鄉；佛山的跌打醫館，便交由陳汝棉負責。
陳汝棉育有3子，即陳家燊、陳家廉及陳家齊。隨習父系拳術外,亦加上母系的大展手,一字劍及雙刀拆棍等洪家技巧。所傳弟子中除其三子外，較為知名者有南海人招就和甘绍才。
陳汝棉在1932年遷往廣西梧州設館，名“佛鎮陳館”。教授“少林永春拳”。于1942年離世。

#### 吳仲素
吳仲素父於佛山開設缸瓦店，因為工作方面需要找換錢幣，故與陳華順成為好友。隨後（約1904年後）將缸瓦店交付于陳華顺。並將仲素與兄小魯一同受托於陳華顺，成為陳華顺首兩名弟子，故人稱吳仲素為二師兄。當時陳華顺在舖內正式開始授徒。
兩年後（約1906年）追隨陳華顺租用葉氏桑園大祠堂設醫館並授徒。直至3年後（約1909年）陳華顺輕微中風，自覺年老回鄉養病。
吳仲素遷到普君墟綫香街開設醫館並授徒。很多富家子弟，如有记盲公饼何兆初，李众胜堂少东李赐豪，英聚茶楼司库梁福初等也慕名求學。
30年代，姚氏鴉片煙館禮聘阮濟雲睇場，其弟阮奇山及煙館太子姚才得以學習其蛇形拳術近10年。在第二次世界大戰時，日本皇軍南下前，阮濟雲1939年到越南，煙館由吳氏接任睇場，而阮奇山及姚才有機會學習詠春拳。及後，吳仲素到香港，姚才曾兩度請得其師公郭寶全到佛山加以指導。
據說戰時，吳仲素曾在香港筲箕灣設館，但時間甚短。和平後返回佛山，由姚才兄弟等前徒弟供養。

#### 葉問
葉問（1893年-1972年）本是佛山世家子弟，後習藝於陳華順。1950年，於香港發揚詠春拳。傳人有梁相（梁相弟子包括：江強[啓蒙師父為駱耀後受業於梁相]、鄭傳勳、郭強中醫、梁錦棠、布建華、吳華森、陳春保和梁冠等。）、駱耀、袁九會、徐尙田、古生、招允、黃淳樑、梁挺、唐祖志、何金銘（澳門）、盧文錦（台灣）、李小龍（美國）、梅柄華（又名余有顯，美國）、梅逸（美國）、長子葉準和次子葉正等，他們都遵照其遺志，把詠春拳發展至世界各個角落。故葉問為發揚詠春拳至全世界再記一功。其中弟子之一的李小龍更以詠春拳作為武術基礎，發展出截拳道。
從梁博儔起、梁蘭桂和黃華寶皆沒有設立武館之習慣。梁贊在醫館中教習，陳華順在缸瓦店內授拳，吳仲素在俱樂部中，傳授詠春拳術。

### 詠春體育會
葉問於1966倡議其弟子組成詠春聯誼會（後改稱詠春體育會），得到鄧生探長、同僚彭錦發及藍賢發在經濟上支持及於彌敦道創立，1968年向香港警務處註冊成立社團，為最早註冊的國術團體。第一個訓練班由梁挺主持。詠春聯誼會後來遷往旺角水渠道的自置會址，1974年正式以詠春體育會名稱註冊成為非牟利的有限公司。
葉問兩名兒子於父親離世前數月開辦葉問體育會。

## 坐馬
詠春拳之坐馬為二字拑羊馬，而小念頭之開馬即為二字拑羊馬，主要練習股四頭肌、腓腸肌等腿部肌肉，以達致身體平衡。於坐馬期間，配合呼吸，採用腹式呼吸法，可鍛鍊腹直肌及外斜肌等軀幹肌肉（氣沉丹田）及身體上其他隨意肌之硬氣功，亦可自然舒氣，練習軟氣功，做到心無雜念，冥站隨意之輕鬆精神狀態。

### 基本坐馬
正身馬，側身馬，子午馬。

## 小念頭
小念頭為詠春拳的第一套套路，屬於初級套路，一共分為三節，小念頭意為念頭正，終生正。
全套拳由開馬〈二字拑羊馬〉 起，至全套完結，除手部動作外，全身都不動。習功者必須保持頭要正，身要正，馬要正。全身其他肌肉放鬆。呼吸自然。整套共計108個動作，故又名“一百零八點手”。除了練習手部動作標準位置之外，亦練習樁馬穩定，腿部和手部肌肉伸展運動，增強手腕與膊胳關節的活動范圍，使「肘底力」有所加強。最理想達至有效地運用「六合力」﹑又稱「六節骨發力」。即是由腳眼﹑膝﹑腰﹑肩﹑肘（肘底力）和腕六個關節共同發出的力量。
練習小念頭，不必使用拙力。徐尚田師父認為小腦是控制肌肉協調，關節活動以及身體平衡的主要器官，為此特別注重小腦的開發。

### 小念頭第一節
- 「二字拑羊馬」>「下交叉耕手」>「上交叉耕手」>「收拳」。
- 「日字衝拳」>「一攤三伏」>「橫掌」(貼身)>「正掌」>「攤手」>「圈手」>「收拳」。(左手完成後，由「日字衝拳」開始右手重複一次)

（「一攤三伏」次序:「攤手」>「圈手」>「護手」>「伏手」>「枕手」﹑共5種手法）

### 小念頭第二節
小念頭之第二除了當中的一部份動作手法與小念頭之第一節大致相同之外，亦新增了「耕手」和「橫掌」兩種動作。
- 「四方按掌」（「四方按掌」次序:「左按掌」>「右按掌」>「後雙按掌」>「前雙接掌」）
- 「雙攔手」>「左右拂手」>「雙攔手」>「雙抌手」>「雙攤手」>「雙窒手」>「雙標指」>「前按掌」>「雙頂手」>「收拳」。

### 小念頭第三節
由首兩節發展起來的實用手法。
- 「挑手」>「埋肘」>「底掌」>「圈手」>「收拳」。(左手完成後，右手重複一次)
- 「抌手」>「耕手」>「抌手」>「圈手」>「鏟下巴底橫掌」>「圈手」>「收拳」。(左手完成後，右手重複一次)
- 「膀手」>「攤手」>「鏟下巴底反掌」>「攤手」>「收拳」。(左手完成後，右手重複一次)

## 尋橋
註:（沉桥）為大陸支流使用的名稱。
尋橋為詠春拳的第二套套路，屬於中級套路，一共分為三節，尋橋意為尋找橋樑，由於與對方之間接觸雙手就如橋樑，尋找對方橋手。
用以練習步法及撐腳，配合之前所學習的手法，可以尋找敵人的橋手（不僅僅是尋找，更是破橋過橋佔橋）。

### 尋橋第一節
1.1 預備式 1.2 立正抱拳 1.3 二字拑羊馬 1.4 下交叉耕手
1.5 上交叉耕手 1.6 收拳 1.7 左日字衝拳 1.8 左攤手
1.9 左圈手、收拳 1.10 右日字衝拳 1.11 攤手圈手收拳 1.12 正身穿橋
1.13 左欄手45轉馬 1.14 右180度轉馬 1.15 左180度轉馬 1.16 右180度轉馬
1.17 雙外伏手 1.18 雙攤手 1.19 三托手(左) 1.20 三托手(右) 1.21 三托手(左)
1.22 三正掌(左) 1.23 三正掌(右)	1.24 三正掌(左) 1.25 轉身左橫攔手
1.26 攔手 1.27 側身膀手 1.28 橫攔手轉側身膀手(第二次) 1.29 橫攔手轉側身膀手(第三次)
1.30 左攔手衝拳	 1.31 正身右橫拂手 1.32 窒手 1.33 枕手	
1.34 正身穿手	 1.35 圈手、收拳 1.36 正身穿橋 1.37 45轉馬欄手四次(右、左、右、左)
1.38 雙外伏手 1.39 雙攤手 1.40 三托手(右、左、右) 1.41 三正掌(右、左、右)
1.42 轉身右橫攔手 1.43 右橫攔手轉側身膀手 (三次) 1.44 右攔手衝拳 1.45 正身右橫拂手	
1.46 窒手 1.47 枕手	1.48 正身穿手	1.49 圈手、收拳

### 尋橋第二節
2.1 轉身左攔手	2.2 左攔手直踢腿	2.3 側身迫步膀手	2.4 交叉手姿勢
2.5 側身迫步膀手第1次	2.6 交叉手姿勢	2.7 側身迫步膀手第2次	2.7 側身迫步膀手第3次
2.9 側身左抽拳	2.10 正身右枕手	2.11 攤手圈手收拳	2.12 轉身右攔手
2.13 右攔手直踢腿	2.14 側身迫步膀手	2.15 交叉手姿勢	2.16 側身迫步膀手第2次
2.17 側身迫步膀手第3次	2.18 側身右抽拳	2.19 正身左枕手	2.20 攤手圈手收拳

### 尋橋第三節
3.1 左轉身	3.2 左直撐腿	3.3迫步雙低膀	3.4 雙攤手
3.5迫步雙低膀第一次	3.6迫步雙低膀第二次	3.7迫步雙低膀第三次	3.8 併步雙問手
3.9雙窒手、雙正掌	3.10 雙攤手	3.11 雙圈手收拳	3.12 轉身右直撐腿
3.13 迫步雙低膀	3.14 雙攤手	3.15迫步雙低膀第一次	3.16迫步雙低膀第二次
3.17迫步雙低膀第三次	3.18 併步雙問手	3.19雙窒手、雙正掌	3.20 雙攤手
3.21 雙圈手收拳	3.22 45度斜撐腿	3.23 左拍手	3.24 右拍手
3.25 左拍手 3.26 左日字衝拳 3.27 右日字衝拳 3.28 左日字衝拳
3.29 攤手 3.30 圈手收拳

## 標指
標指為詠春拳的第三套套路，亦是最後一套，屬於高級套路，一共分為兩節，標指禪理標月之指，要穿越手指看月亮，即在戰鬥時要眼光放遠，它是打與被打的辯證法思想。另一說標指是以開馬後第一個動作命名。標指是品格良好及功夫水平達到標準之入門子弟才可得到師父傳授。標指主攻，步手身全。標指圈腳之後，練習腳法。（手不出門）

### 標指不出門
由於早期詠春拳不是公開授拳，即使徒弟學了一段長時間，若果徒弟的功夫及品行未達至一定水平，師父也不會隨便把「標指」傳授給你，有『標指不出門』之語，加上「標指」是詠春拳的高級套路，所以總會給人留有一種神秘色彩。
這是因為如果要把「標指」練得好，首先要有「小念頭」的基礎，才能到「尋橋」的沉實穩重，有了「尋橋」的沉實穩重，才能練好「標指」，而三者又互相牽連，互相幫助，所以在套路練習中，必須根據「小念頭」→「尋橋」→「標指」順序，一步一步練習才能把「詠春拳」的瀟灑表現出來。
另外，根據葉準師傅(詠春拳葉問宗師之長子)講述，從前師父通常認為徒弟有能力自立門戶收徒之時，於徒弟離開前才傳授「標指」，但其父葉問認為徒弟離開前才傳授「標指」並不科學，原因是徒弟未必能掌握「標指」，所以葉問宗師教拳時通常會提早傳授。

### 標指第一節
多種標指獨有手法。

### 標指第二節
多種標指獨有手法。

## 黐手
黐手是詠春拳雙人對鍊方法之一，用以練習攻擊及防守反應；更加是接近應用的互動練習。最終練習至應用之手法〈來留去送，甩手直衝〉〈不招不架，只是一下〉。
黐手更深一層的作用，是在提昇自身內力。經由手腕接觸互動，可以協調肌肉平衡，及身體重心的穩定性。（页面存档备份，存于）

### 單黐手
重覆三個動作，一方“伏”>“窒(疾)”>“打”，另一方“攤”>“掌”>“膀”。

### 雙黐手
一手為“伏”，另一手為“攤”>“膀”。即一方之左手為“伏”時，對應對方之右手“攤”>“膀”。

## 木人樁法
木人樁法共八節116式，練習器材為以木材製造之木人樁，有樁手及樁腳之設置。容許少量活動（彈性）。當作模擬敵人練習。鍛鍊手部接觸部分之剛強性，全身整體活動性，步法之靈活性。

### 木人樁法全套八節
- 上樁

在木人樁前開「二字拑羊馬」
- 第一節

1，右手起正門，開試如小念頭2，三星連環捶3，左撐掌右槌4，右撐掌左直捶5，左攤掌右槌6，右扣手底掌7 ，左內手釘8，右手手直捶
- 第二節

9，左扣手底掌10，左手手右直槌11，雙拉手起釘腳12，左扣手底掌13，右扣手底掌14 ，左扣手鏟內腮15，右扣手鏟外肋16，左扣手底掌
- 第三節

17，右敗步左面掌18，左入馬撲翼掌19，左執手右手手20，右扣手左直捶21，左扣手底掌22，右扣手鏟內腮23，左扣手鏟外腮24，右扣手底掌
- 第四節

25，左敗步右面掌26，右入馬撲翼掌27，右執手左切手28，左扣手右直捶29，右扣手底掌30，攤右手內吞左橋化敗馬攤左手外吞左橋，扎打31，右扣手底掌32，攤左手內吞右橋化敗馬攤左手外吞右橋，扎打
- 第五節

33，左扣手底掌34，右扣手底掌35，左獵手右鏟底橋36，右攤手左直37，左破中右正掌（三次）38，右獵手左鏟底橋39，左攤手右直捶40，右破中左正掌（三次）
- 第六節

41，右右揆捶42，右扣手37掌43，破中衝捶（三次）44，起左膀揆捶45，左扣手底掌46，破中衝捶（三次）47，左獵手鏟橋48，右扣手鏟內腮
- 第七節

49，破中衝捶（三次）50，右獵手面橋51，左扣手鏟內腮52，破中衝捶（三次）53，左獵手右偷彈右橫釘腳54，右扣手底掌55，右獵手左偷彈左橫釘腳56，右扣手底掌
- 第八節

57，右破中衝捶（三次）58，左獵手走右馬批右59，右外耕手60，破中衝捶（三次）61，右獵手走左馬批右睜62，左外耕手63，破中衝捶（三次）64，右三品掌65，左三品掌

## 六點半棍法
六點半棍法即南拳單頭棍七法。六點半棍法使用「四平馬」，研習六點半棍法可增加臂膀之力及標馬穩定。
詠春拳雖是女子創拳，習慣運用短橋窄馬，發揮貼身短打之寸勁威力。然而，由於百餘年來詠春拳傳承中，男子往往居多數，且習練者愈來愈多，於是，經由眾多詠春前輩們“以拳易棍”的改良發展，拳法和兵器訓練中也加人了許多北派長橋大馬的發力動作。因此，“六點半棍”中的大多數動作，都屬於長橋大馬的練習法門。
簡言之，詠春“六點半棍”，基本以四平馬，虛步等為主要馬步，配合步法的進退變化，以“槍，圈，挑，撥，抽，彈，半遮” （也有流派稱為“槍，殺，割，彈，釘，挑，遮”或“吞，吐，浮，沉，標，封，半”，名稱雖異，拳理相通）七大心法要訣運棍，來完成全套棍法的演練。
 
凡習詠春“六點半棍”棍法者，除了熟練掌握此七大棍法要訣外，還須用十二尺或十三尺長的昆典木（較重較實）或白蠟桿（韌性較強）製成長棍來練習，以腕勁帶棍，以腰為主宰，打出六點半棍法，方能練成非凡的內勁發力。
事實上，所謂六點半棍。指的是練習六個方向，角度的用棍方法和六種不同的發勁方式。當棍越長時，發勁越難練，習練者若能將周身筋骨之力輕易凝聚，瞬間發於棍端。則不僅棍勁十分強勁凌厲，銳不可當，更重要的是強化了拳術發力中的松透彈勁。
總之，兵器不過是手臂的延長，六點半棍棍法除用於兵器對搏外，最重要的意義在於它是修煉詠春“六合力”的秘練法門。習六點半棍時力從地起，發力在腰，前腳踩，後腳蹬，以足催身，以身催臂，臂催手，手催棍，合頭，身，棍，四肢為一體。勢猛力雄而靈活多變。以此棍法充分調動人體肩，肘，腕，胯，膝，足等部位協調發力的穩定性，柔韌性與穿透性，從而強化習拳者“六合發力”的功勁。

### 六點半棍法全套六點半
- 第一點: 槍 (標、點)
- 第二點: 挑 (攤)
- 第三點: 釘
- 第四點: 抽
- 第五點: 彈
- 第六點: 攤
- 六點半: 攔

### 六點半釣魚郎棍法
根據電影贊先生與找錢華橋段，其中有提及「六點半釣魚郎棍法」，「六點半釣魚郎棍法」使用「標指」的圈步開馬。

### 六點半釣魚郎棍法全套六點半
- 第一點: 雙子吹蕭
- 第二點: 天擒
- 第三點: 地殺
- 第四點: 猴子偷桃
- 第五點: 右摭攔
- 第六點: 左手翻
- 六點半: 美人撐舟

## 八斬刀法
八斬刀為由八路（段）組成。

### 八斬刀法全套八節
- 第一節: 膀刀
- 第二節: 攤刀
- 第三節: 枕刀
- 第四節: 耕刀
- 第五節: 滾刀
- 第六節: 斬刀
- 第七節: 割刀
- 第八段: 劏刀

## 體能訓練
很多詠春拳修習者只著重於「形」，只練習到詠春拳套路的「外形」，忽略了沉肘、腰馬等等「內功」，到頭來「練拳不練功，到老一埸空」。另一方面，請切記要做好體能訓練，如掌上壓、拳上壓、打沙包、跳繩等等強度訓練。

## 練習器具
- 木人樁：樁上有3支「倒品字形狀」樁手，一支弓字樁腳，供練習者熟習拳法。
- 八斬刀：比蝴蝶雙刀短窄，僅僅長過手睜少許（包睜），護手有倒鈎反上，刀鋒前沿磨尖，利直刺；後沿及刀背較厚，利於斬削及枕欄。
- 六點半棍：長12-13尺。
- 掛牆沙包：與其他武術所指的懸吊式沙包不同，詠春拳所用之沙包為掛牆式。貼牆或吊包。
- 八仙枱，中式大餐桌，八卦形桌面，可坐8人。相傳梁贊曾經以此桌來訓練梁璧黐手。

## 主要分支
如今常見的詠春拳屬於廣東的梁贊（1826年－1901年）所傳，詠春拳的風格主要以五地域來劃分，分別是福州詠春拳，香港詠春拳，廣州詠春拳，佛山詠春拳，古勞詠春拳（因為地域相同會相互影響，例如佛山的葉系跟香港的葉系有著明顯的差異）。另外，根據不同分類方式，不一定以地域劃分詠春拳之流派，詳情在本章節末說明。

### 福州

#### 福州詠春拳
源流：五枚師太
咏春拳相传由福清南少林五枚师太创于明末清初，最早流传于福建沿海一带，后在广东、香港、云南等海内外各地广为流传。
该拳法是中国武学历史上稀有的专为女性所创的拳法之一，其拳理充分剖析女性弱点和特长，利用人体力学、杠杆结构，三角力学等原理，精确把握与利用空间，用己之长攻敌之短，快稳准狠、以弱胜强。
咏春拳尊五枚师太为始祖，至今仍完整保留了五枚师太创拳时的整体风格，几百年来从未失传。其传承严格按辈份区分，以拳路名称“小念头、寻桥、标指、刀、棍”排辈（如第二代是‘小’字辈，第三代是‘念’字辈，依次类推），迄今已传承到第9代‘刀’字辈。
2009年6月，咏春拳被列入第三批福建省级非物质文化遗产名录。2014年12月，该项目入选第四批国家级非物质文化遗产代表性项目名录。

### 香港

#### 香港詠春拳
源流: 陳華順(葉問師父)/吳仲素(葉問授業師兄)/梁璧(葉問師叔)>葉問
香港詠春拳幾乎全是葉系，葉系內各種分之差異頗大，最為著名的是講手王黃淳梁所傳的詠春拳分支（多用膀手轉換攻防）。葉系的普遍特點是輕而快速，比佛山詠春拳更強調放鬆和控制。
又名葉問詠春拳或詠春拳-葉問宗支。
1998年是中國武術協會成立四十週年﹐協會特別出版了《中華武術圖典》﹐編輯委員會皆為中國武術界知名人士﹐包括主編李杰（前中國武術協會主席）。其中169-171頁﹐介紹由葉問傳下﹐並從香港發展到世界各地的拳種為香港詠春拳﹐稱葉問為此拳種的首傳人。171頁特別註明﹐李小龍以這種詠春拳為基礎創立截拳道。

#### 實用詠春拳
源流: 葉問>黃淳樑>溫鑑良
為香港詠春拳黃淳樑分支，為溫鑑良師傅所創，以實用性及攻防兼備為目的。坊間多以「傳統派」及「實用派」來劃分。注：黄淳樑為李小龍之授業師兄。

### 廣州

#### 廣州詠春拳
舊稱蛇鶴/佛山/阮奇山詠春拳。越南詠春宗師阮濟雲之弟阮奇山經跟隨永春名師馮少青。
阮奇山亦曾經跟隨學習吳仲素的詠春拳。阮奇山在當年的佛山詠春好手，與葉問，姚才並稱為“詠春三雄”，為三雄之首。
阮濟雲與阮奇山兩兄弟自少好武，其父重金聘欽州霍寶全（郭寶泉)教授蛇形拳老洪拳，尊羅晚恭（公）為師公。
從此，全心全意，精血苦練，一日千里，造詣極深。阮濟雲到越南被聘為南潘順華人聯盟總教頭而離開佛山。
阮奇山後傳岑能，岑能的後人尊阮奇山為宗師。
岑能尊張保為師父，北螳螂的韋玉笙為師公後經張保推薦給阮奇山處學習拳術。岑能到廣州發展才正式開創廣州詠春拳傳承至今。

#### 阮濟雲詠春拳
阮濟雲（阮濟公）是溫行健的師傅及姚氏詠春拳一代宗師姚才的師傅。溫行健師傅隨家人旅居安南（越南）機緣巧合於安南海防市遇阮濟雲宗師，蒙宗師垂青列入門牆，隨宗師學習詠春拳。
技成後返回廣西，遊歷廣州之際，把陳慶君收為入門弟子，將所學傾囊相授。至今阮濟雲詠春傳至廣州陳慶君師傅為現第三代傳人，名為陳氏阮濟雲詠春拳。
陳師傅深得詠春精髓，以實戰詠春著稱，凡有人講手必以親身試手，無一不佩服其造詣深厚。陳慶君師傅在廣州廣收弟子，被越南分支弟子奉為尋根的正宗師傅。
阮濟公在越南（南方現在的胡志明市）華人區最後收陸遠開為弟子，詠春拳就這樣得傳到越南南方了。
舊稱紅船永春拳。馮小青（在1870年後，當時粵劇可以在廣州恢復演出）在廣州追隨粵劇武生學習紅船永春（前身為福建白鶴拳）。拳套只有一套小練頭和散式。新錦在粵劇班中是黃華寶（1854年前在佛山粵劇演出之武生）的後輩。馮小青約於1920年在佛山去世，享壽72歲。

#### 蛇鹤詠春拳
蛇鹤詠春拳為紅船詠春拳的一個支脈，由紅船武生大花面申錦傳予羅悌雲，再傳技於其子羅定周。羅定周亦在國民政府時期為官，後移居香港，投身警界，其後轉投文化事業。此技羅定周再傳其子羅昭榮至今。蛇鹤詠春拳過往在傳承方面，以父傳子形式為主，及以個別小組形式低調地向外教授，但從不讓小組間師兄弟們認識。

#### 岑枝詠春拳

###### 源流:岑能>岑枝
有關詠春拳的傳承歷史，每個支系都不同。但由於多數人比較少接觸廣州詠春，故在此簡略交代廣州詠春拳之傳承。詠春拳由福建莆田南少林，少林庵五枚師太所創。五枚後來傳苗順，再傳嚴二。嚴二再傳其女嚴詠春，之後由嚴詠春傳其夫婿梁博濤。因梁本身鍾情粵劇，經常觀賞紅船戲班瓊花會館的演出而結識了黃華寶、梁二娣、陸錦(俗稱“大花面錦“)、及高佬忠。以武會友因而將詠春拳傳授予上述四位。黄、梁二人後來傳梁贊(即陳華順及葉問一系); 陸錦後傳馮少青及霍保全; 霍保全則傳拳于阮奇山(阮亦有一段時間於名捕頭馮少青晚年時期習拳)。阮奇山後傳岑能。岑能本是另一詠春拳師張保的弟子，後來阮奇山見他天分高，經張保引薦後便收為徒弟。岑能在1948年到廣州開設醫館及武館，將阮奇山所授之功夫發揚光大。岑能宗師於1989年創立了 “廣州詠春拳會“，及後被稱為“廣州詠春拳之父“。現時岑能詠春的傳人也遍布世界各地。
岑枝為岑能的叔父，岑枝派系為岑能宗支的一大支派。岑枝除了傳授詠春外，亦將本身多年的洪拳技藝整合出一套詠春跟洪拳互動的練習，令徒弟能體會到詠春如何和外家拳法切磋互動。
阮奇山> 岑能> 岑枝所傳的詠春拳同樣有小念頭、尋橋、標指、木人樁法、六點半棍及二字拑陽刀等招式和套路，但其手法和勁力卻極具特色。例如在拳形上，阮奇山詠春有獨龍拳、偏身拳，以及拉馬箭拳等，與其他支流有着明顯分別。而最獨特之處在於勁力運用方面，阮奇山詠春強調要逐步將拳打松，令全身六個大主要關節(即踝、膝、腰、膊、肘、腕)都可以隨時開合，肌肉放鬆而拳頭到最後一刻才握緊，這樣才能夠讓拳快速有力，此為“鬆勁“。在手法上，廣州詠春亦有專為搏擊，從各套路及樁法中抽取精要而編制的“十二散式“。 廣州詠春拳理中，首要基本講求放鬆，不與對方鬥力。當整體放鬆，身手步才能更靈活巧妙，反擊的角度和落點才能更精准。獨有的知覺訓練，訓練學者感應對手橋手上力流變動而作出反應。有了黐手近身攻防的能力後，學習者才會進級去練習離橋搏擊。另外更有獨特方法針對出拳的穿透性，集中性，抓住對手的指力腕力，以及橋手尺寸與韌性的器具訓練。從各種基礎上培養功力。

### 佛山
佛山主要兩個流派，梁贊在佛山的傳人陳華順，再傳陳汝棉、吳仲素、葉問及姚才等名家。佛山葉系（葉問）與姚系（姚才），佛山葉系強調控橋壓迫，特點為乾脆利落。而姚系強調腕力與橋力，特點為迅猛，多用內門攤打，簡單直接。

#### 佛山詠春拳
依據佛山市博物館研究人員的考證，清咸豐四年（1854年）李文茂“紅巾軍”起義，紅船戲班子弟黃華寶、梁二娣遷至佛山，詠春拳開始有文字記載。

#### 蛇形詠春拳
源流: 吳仲素>姚才
葉問，阮奇山，姚才曾經跟隨吳仲素學習拳術。姚才一脈衍為蛇形詠春拳。姚才（1890年 - 1956年）祖籍寶安縣，世居普君墟安天坊，世家弟子近代武術家，詠春拳名師。父姚九枝在黃傘巷（今福賢路）開設膏，丹，丸，散中成藥店。姚才人稱'大力才“，其腕力驚人，能單臂伸直將一籮谷用繩吊於手腕之上而輕易舉起。他自小好慕武術，拜阮濟雲為師，在師傅精心培養下，經十載苦練，武技大成。及後，其師阮濟雲往安南傳授拳術，他賞識姚才是練武的好材料，故領姚往啟吳仲素武館深造，其時阮奇山，葉問也常往吳武館請教，三人常交流切磋。

#### 刨花蓮詠春拳
莫沛安亦在1970年代中的《新武俠》雜誌介紹原為花洪箭拳的朱忠為刨花蓮詠春拳。
刨花蓮原名劉達生，又名刨花達。在佛山做刨木花之工作所以才有刨花達之稱，又因達字草書似蓮字所以又稱為刨花蓮。
刨花蓮傳人朱忠享年105歲於2005年仙逝。
所傳下拳法套路有十套之多，兵器套路四套，木人樁法四套，刀樁棍樁各一。

### 古勞

#### 偏身詠春拳
即古勞詠春拳、鶴山詠春拳、或全稱古勞偏身詠春拳。古勞詠春為梁贊晚年所改良，特點為，多吃外門，走位靈活，多用肘法。在當時，對原本的拳術有一定的剋制作用。更適合身矮手短的人。偏身詠春尊梁贊為師祖，王華三為宗師。王華三首徒林伯長（又名林兵），於日戰時和阮濟雲一起於越南廣東會館傳授拳術。根據中國“精武”2002年第9期文章，提到林兵為孫中山在南洋一帶活動的近身保鏢。
偏身詠春拳名稱是由莫沛安在《新武俠》雜誌介紹時出現，是為了分別葉問的佛山詠春拳與馮振的鶴山詠春拳的不同之處。鶴山詠春拳名稱為馮振早期在香港教授詠春拳時所稱。
偏身詠春拳現在分有22式散手與12路。 22式散手為廣州馮輝廉傳的詠春拳。
（馮振親述事跡）
台灣第一位古勞詠春傳人是在抗日戰爭中馮振教授一位戰友，可能之後這名戰友隨國民黨入駐台灣。但未有記載及詳細身份。
馮炎良師傅於2017年11月22日因病在家中逝世。
(偏身詠春傳人也是馮炎良宗師 唯一台灣弟子)
有記載佢當今古勞詠春輩分最高者馮炎良大師證實,第一位至古勞的台灣武師，為台灣的詠春師傅 施明傑
施明傑師傅也是葉問第三代傳人佢於2013年底隻身一人前往古勞，爾後一頭栽進古勞偏身詠春的世界裡千里迢迢勤學而進得真傳,後習得正宗的偏身詠春拳期能造福台灣的武術愛好者。

### 其他

#### 佛家永春內功拳
又名蛇形永春內功拳。阮濟雲在安南河內所傳出—蛇形永春，永春內家拳 (VINH XUAN NOI GIA QUYEN)，亦名永春佛家 。阮奇山之兄長，追隨師父欽州郭寶全（蛇形）(老洪拳五形之一)，馮小青（紅船永春，當時年屆70）等。套路除部分蛇形拳路、紅船永春拳路外，還有小練頭，尋橋及標指等套路。

#### 總匯詠春拳
詠春拳注重實效，拳理自然科學，合乎人體力學，三角幾何。人人可以依照自身條件來學習。加上中國傳統哲理，
儒家中正守法，道法自然隨意，佛性修心，不行邪念。造成可以發展之有利條件。
現在很多廣識專業，亦加入原詠春之原理或動作，將自身之動作招式增修。

### 詠春拳十大派別
根據不同分類方式，不一定以地域劃分詠春拳之流派，所以不以地域劃分的情況下，在派別名稱前加上地域名稱以咨識別。下述為大陸網站(個人圖書館)[下稱"大陸網站"]列出的""詠春拳十大派別""。括號內為以地域劃分情況下的歸類。
上述以地域劃分詠春拳之流派中，佛山詠春拳並沒有並列，原因是佛山詠春拳主要兩個流派，佛山葉系（葉問）之後在香港開宗立派，發展出下述(一)香港詠春拳，而姚系（姚才）一脈衍為下述(七)蛇形詠春拳，在派別名稱前加上地域名稱，又名佛山蛇形詠春拳。
(一) 香港詠春拳
(二) 廣州詠春拳
(三) 蛇鹤詠春拳       (此流派是紅船詠春拳的一個支脈，但根據大陸網站將蛇鹤詠春拳與紅船詠春拳並列。)(此流派與蛇形詠春拳是2個流派，不要混淆。)
(四) 實用詠春拳       (此流派是香港詠春拳的一個支脈，但根據大陸網站將實用詠春拳與香港詠春拳並列。)
(五) 紅船詠春拳       (此流派是廣州詠春拳的一個支脈，但根據大陸網站將紅船詠春拳與廣州詠春拳並列。)
(六) 佛家永春內功拳   (即蛇形永春內功拳。)
(七) 蛇形詠春拳       (此流派屬於佛山詠春拳，如上所述，在派別名稱前加上地域名稱以咨識別，因此又名佛山蛇形詠春拳。)(此流派與蛇鹤詠春拳是2個流派，不要混淆。)
(八) 古勞詠春拳       (又名偏身詠春拳，如上所述，在派別名稱前加上地域名稱以咨識別，因此又名古勞偏身詠春拳。)
(九) 刨花蓮詠春拳     (此流派屬於佛山詠春拳的一種。)
(十) 總匯詠春拳

## 解
1. ↑  「睇場」指顧場子，維持現場秩序，工作類似於保安，但有時會兼任活動負責人，負責出面處理重大事務及糾紛。